# Język bulu
Język bulu – język z rodziny bantu, używany w Kamerunie. W 1972 roku liczba mówiących wynosiła ok. 500 tysięcy.